# Zelotes erebeus
Zelotes erebeus är en spindelart som först beskrevs av Tord Tamerlan Teodor Thorell 1871.  Zelotes erebeus ingår i släktet Zelotes och familjen plattbuksspindlar. Inga underarter finns listade i Catalogue of Life.